# بايرون فورد
بايرون فورد (بالإنجليزية: Byron Ford)‏ هو لاعب دوري الرغبي نيوزيلندي، ولد في 8 يناير 1982 في سيدني في أستراليا.